# Ювенк
Ювенк или Гай Ветий Аквилин Ювенк (на латински: Gaius Vettius Aquilinus Iuvencus) е испански свещеник и християнски писател по времето на Константин Велики (306 – 337).
Вероятно е син или внук на Ветий Аквилин, който е консул през 286 г.
Автор е на два епоса в хекзаметър. Едната му книга Evangeliorum libri quattuor („Четири книги на евангелията“) е запазена, a Ordo sacramentorum се е загубила.
Evangeliorum libri е използвана най-вече по време на Каролингите и е излязла в печат през 1490 г.